# Проституция в Мексике

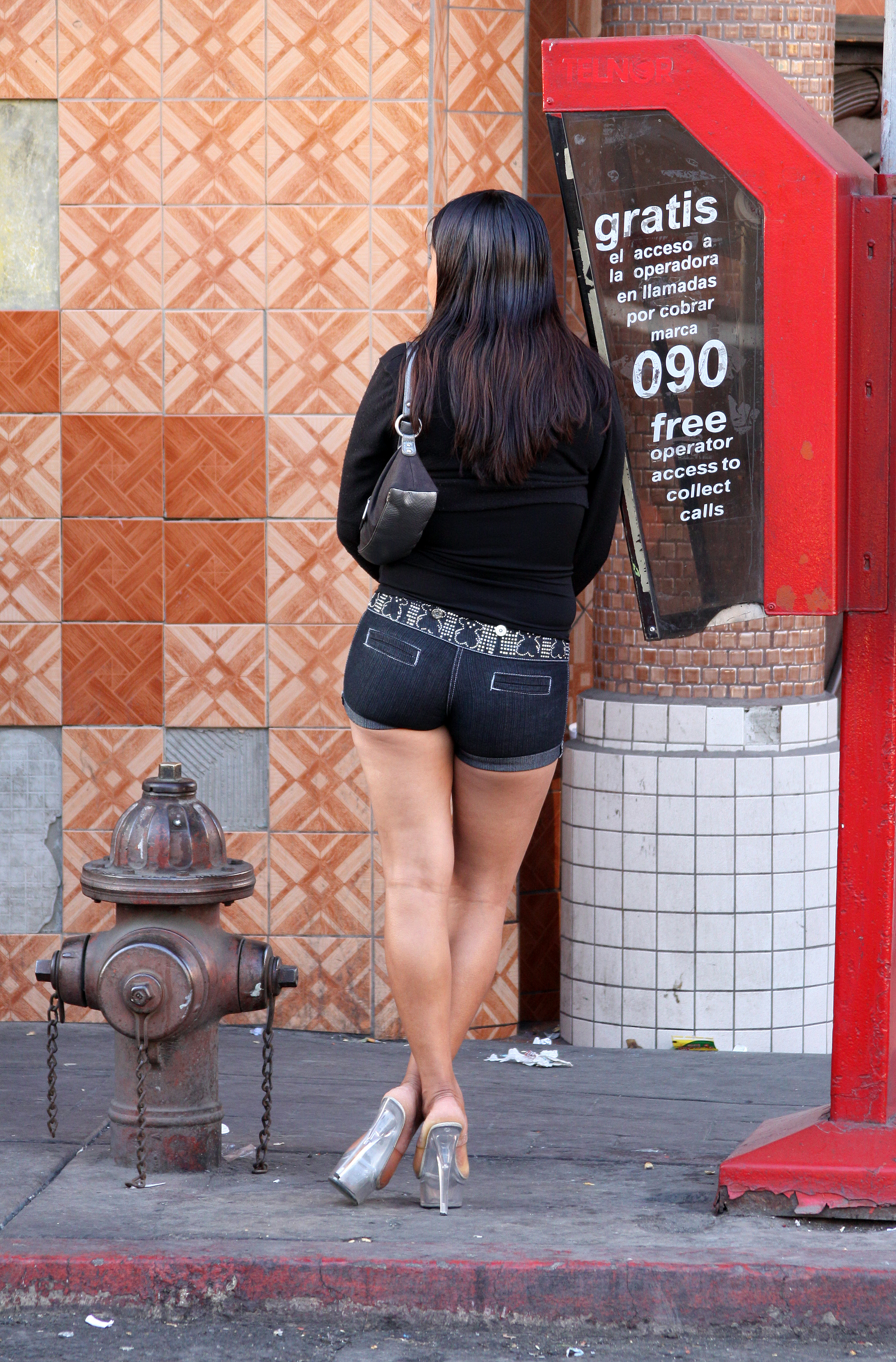
Уличная проститутка в Тихуане

Проституция в Мексике разрешена федеральным законом. Каждый из 31 штатов принимает свои собственные законы и политику в отношении проституции. Тринадцать штатов Мексики разрешают и регулируют проституцию. Проституция с участием несовершеннолетних до 18 лет незаконна. В некоторых мексиканских городах действуют «зоны толерантности», которые позволяют регулировать проституцию и функционируют как кварталы красных фонарей. В Тустла-Гутьеррес, столице штата Чьяпас, есть государственный бордель в Zona Galáctica. В большинстве регионов страны сутенёрство является незаконным, хотя отношения сутенер-работник все еще существуют, иногда под руководством сутенеров-женщин, называемых «мадротами». Правительство предоставляет приют бывшим проституткам.
По оценкам ЮНЭЙДС, количество проституток в стране в 2016 году составило 236 930 человек .

## История
Известно, что проституция существовала во времена Империи ацтеков, хотя подробности относительно неизвестны, так как большая часть истории ацтеков была позднее описана римскими католиками в уничижительной манере, основанной на строгих европейских ценностях и законах.
После испанского завоевания и основания Новой Испании испанские поселенцы создали спрос на проституцию. На протяжении 15-16 веков проституция допускалась при условии, что её не видели. Хотя Филипп IV запретил эту практику, это, как правило, не выполнялось.[стиль]
Проституция была впервые отрегулирована[стиль] в Мексике во время французской оккупации в 1860-х годах. Эти правила, которые заключались в регистрации себя в качестве проститутки и регулярных медицинских осмотрах, были введены для защиты европейских солдат от заболеваний, передающихся половым путем, поскольку заболевания, передающиеся половым путем, в частности, сифилис и гонорея быстро распространились. Находясь у власти, французы по-разному влияли на восприятие секс-работы, поскольку они классифицировали женщин на основе их взглядов на красоту и классифицировали места, где секс-работа выполнялась, в зависимости от местоположения и доступных услуг. Хотя французы ввели надзор за проститутками, чтобы защитить себя от инфекций, аналогичные правила остались, когда Мексика восстановила контроль над страной.[стиль]
Во время авторитарного режима Порфирио Диаса в конце 19 века на проституток были  правила в виде ежемесячных квот, медицинских осмотров и фотографической документации. Нормативная практика была наиболее жесткой накануне экономического коллапса мексиканской экспортной горнодобывающей промышленности и вызвала негативную реакцию со стороны женских правозащитных групп в Оахаке, Юкатане и Веракрусе.
Согласно исследованию 1908 года, экономические соображения были основной причиной обращения к секс-торговле в Порфирианской Мексике, когда 15-30 % молодого женского населения Мехико были заняты .
Во время мексиканской революции и гражданской войны снабжение городов было серьёзно нарушено, и в период 1913—1915 годов многие женщины занимались проституцией, чтобы купить себе еду. В послевоенный период восстановления и консолидации в 1920-е и 1930-е годы многие бедные женщины в городах обратились к проституции.
Несмотря на моральное давление со стороны Соединённых Штатов и преобладающие изменения, происходящие в проституции после Первой мировой войны, местоположение Эль-Пасо служило удобным местом для процветания проституции. Близость Эль-Пасо к границе США позволила американцам быстро и легко добраться до него после отмены проституции. Доступ в Мексику по железной дороге из Соединенных Штатов и экономический успех проституции привели к увеличению числа мексиканских женщин, участвующих в этом виде труда. По мере роста проституции росли и правила.
В приграничных городах, таких как Мехикали в Нижней Калифорнии, местные бордели и водевильные театры в 1930-х годах стали местом для общения американских туристов, азиатских рабочих и мексикано-американских секс-работников. В середине 2000-х годов американские мужчины составляли значительную  среди секс-работников в приграничных городах, особенно в Сьюдад-Хуаресе и Тихуане — более двух третей женщин-секс-работников в этих двух городах имели по крайней мере одного клиента-мужчины из США в предыдущие два месяца.
Революционные политические и социальные реформы при Ласаро Карденасе привели к прекращению регулирования проституции в 1940 году.
Утверждалось, что неолиберальные реформы, начатые в конце 1990-х годов под руководством ИРП Карлоса Салинаса де Гортари, включая подписание договора о североамериканской торговли (НАФТА) в 1994 году, породили неблагоприятные экономические условия, которые вызвали миграцию женщин из числа коренных народов из южной Мексики в северные приграничные районы, чтобы найти работать в секс-индустрии или в макиладорас. Насилие в отношении секс-работников в Сьюдад-Хуаресе было связано с аналогичными злодеяниями, совершаемыми против работников макиладора.

## Детская проституция
Детская проституция является проблемой в стране, и Мексика по-прежнему остается местом назначения педофилов, занимающихся детским секс-туризмом. Мексика является одной из ведущих точек сексуальной эксплуатации детей, наряду с Таиландом, Камбоджей, Колумбией, Индией и Бразилией.
По оценкам исследования, проведенного ЮНИСЕФ в Мексике и DIF / Национальной системой комплексного развития семьи, в июне 2000 года более 16 000 детей в Мексике были вовлечены в проституцию. По оценкам исследователя Елены Азаолы, проведенного в 2004 году, около 17 000 детей в возрасте до 18 лет стали жертвами секс-торговли в Мексике, Государственная система интегрального развития семьи (DIF) сообщила, что более 20 000 несовершеннолетних стали жертвами детской проституции. в Мексике в 2005 году, рост с 2000 года.
Из 13 000 беспризорных детей Мехико 95% имели хотя бы один сексуальный контакт со взрослым (многие из них - через проституцию). По данным правозащитных групп, в бедном южном штате Чьяпас детей продают по цене от 100 до 200 долларов.  считается одним из худших мест в мире с точки зрения детской проституции. Бедность вынуждает многих сельских детей, со своими семьями или без них, мигрировать в городские города в поисках работы, некоторые из них также мигрируют через границу в США. Эти дети практически не находятся под присмотром родителей, и многие заманиваются в секс-индустрию или похищены бандами торговли детьми.
Детский секс-туризм сохраняется в Мексике, особенно в таких туристических районах, как Акапулько, Пуэрто-Валларта и Канкун, а также в северных приграничных городах, таких как Тихуана и Сьюдад-Хуарес. Некоторые НПО утверждали, что некоторые коррумпированные местные чиновники допустили коммерческую сексуальную эксплуатацию детей. Многие секс-туристы с детьми приехали из США, Канады и Западной Европы, хотя некоторые из них являются гражданами Мексики. По словам директора Casa Alianza Мануэля Капеллина, «более 16 000 детей подвергаются сексуальной эксплуатации через сети, в которых участвуют иностранцы и военные, полиция, правительство и представители бизнеса».

## Секс-торговля
Мексика является страной происхождения, транзита и назначения для женщин и детей, ставших жертвами торговли людьми в целях сексуальной эксплуатации. Группы, которые считаются наиболее уязвимыми для торговли людьми в Мексике, включают женщин, детей, представителей коренных народов, лиц с психическими и физическими недостатками, мигрантов и ЛГБТИ. Мексиканские женщины и дети, и в меньшей степени мужчины и трансгендеры, подвергаются эксплуатации в целях сексуальной эксплуатации в Мексике и Соединенных Штатах. Мексиканцы-трансгендеры, занимающиеся коммерческим сексом, уязвимы для торговли людьми. Жители некоторых реабилитационных центров и приютов для женщин стали жертвами торговли людьми.
Молодые женщины-мигранты рассказывали, что их грабили, избивали и изнасиловали члены преступных группировок, а затем заставляли работать в танцевальных барах или заниматься проституцией под угрозой причинения им и их семьям дальнейшего вреда. Большинство жертв торговли людьми не из Мексики - выходцы из Центральной Америки; меньшее количество прибывает из Бразилии, Кубы, Эквадора, Китая, Тайваня, Южной Кореи, Индии, Уругвая и стран Восточной Европы. Жертв также вывозят в Соединенные Штаты.
Управление Государственного департамента США по мониторингу и борьбе с торговлей людьми относит Мексику к стране «Уровня-2» («не в полной мере соответствует минимальным стандартам по искоренению торговли людьми,однако, оно прилагает значительные усилия для этого»).